# الند، نوئو لئان
الند، نوئو لئان (به اسپانیایی: Allende, Nuevo León) یک منطقهٔ مسکونی در مکزیک است که در نوئوو لئون واقع شده‌است.

## خصوصیات
الند ۱۸۶ کیلومترمربع مساحت و ۳۲٬۵۸۱ نفر جمعیت دارد و ۴۶۰ متر بالاتر از سطح دریا واقع شده‌است.